# Vrdnik
Vrdnik (srbsky Врдник, maďarsky Rednek) je vesnice v západní části Vojvodiny v Srbsku, spadající pod opštinu Irig. Vesnice se nachází na jižním svahu pohoří Fruška Gora. V roce 2011 zde žilo podle tehdejšího srbského sčítání lidu 3092 obyvatel.
První písemná zmínka o obci pochází z roku 1315, kdy se zde mělo nacházet opevnění. Opět byla zmíněna až v roce 1702. Rozvoj obce probíhal v souvislosti s působením nedalekého kláštera. Klíčové pro rozvoj obce bylo také nalezení ložisek hnědého uhlí; těžba byla zahájena v roce 1804. Probíhala až do roku 1965 a důl byl uzavřen o tři roky později. Vlastníkem dolu byl rod Pejačevićů. Nacházela se zde také tepelná elektrárna.
Mezi kulturní památky obce patří např. Vrdnička kula, jejíž základy pocházejí z dob Římské říše. V obci se nachází také lázně s odpovídajícími ubytovacími kapacitami. Jsou odsud rovněž vedeny i turistické trasy do pohoří Fruška Gora.